# اکس-آن-دیوآ
ایکس-ان-دایواز (به فرانسوی: Aix-en-Diois) یک کامین در فرانسه است که در Canton of Die واقع شده‌است.

## خصوصیات
ایکس-ان-دایواز ۱۶٫۴۹ کیلومترمربع مساحت و ۳۵۱ نفر جمعیت دارد و ۴۴۴ متر بالاتر از سطح دریا واقع شده‌است.